# 최원진 (바둑 기사)
최원진(崔原進, 1999년 8월 11일 ~ )은 대한민국의 바둑 기사이다.

## 약력
서울 출신으로 충암 바둑도장에서 바둑 공부를 했고, 최규병과 김대용, 위태웅 사범의 지도를 받았다. 2020년 아마7단으로 제14회 국무총리배 세계바둑선수권대회에 한국 대표로 출전하여 결승전에 올랐으나 중국의 허신에게 패해 준우승에 머물렀다. 2022년 제151회 일반입단대회를 통과하여 프로 바둑 기사가 되었다. 2023년에 2단으로 승단했다.